# RiRia
RiRiaまたは新村 理々愛（にいむらりりあ）は日本生まれのハリウッド俳優、元フルート奏者及び、マルチクリエーター。3歳からリコーダーを、7歳からフルートを習い始める。2011年、Maxence Larrieu国際フルートコンクール史上最年少優勝。
2012年、単身アメリカ・ロスアンゼルスに渡り、2016年からは俳優としての活動を開始。これまでにイディナ・メンゼル、ジョナスブラザーズ、テイラー・スウィフト、ブリトニー・スピアーズ、クリス・ブラウン、ピットブル、カルヴィン・ハリス、アフター・ロミオやパニック!アット・ザ・ディスコなどのミュージックビデオに出演。出演ドラマ『Hacks』(HBO)、『ドールフェイス』 (Hulu)、『ギフテッド 新世代X-MEN誕生』、『Escape The Night』、映画『JEZEBEL』など。2017年には漫画『僕だけがいない街』を基にしたネットフリックスオリジナルドラマで藤沼悟役の英語版吹き替えを担当する。2018年に出演した化粧品メーカー、ULTA beautyの全米コマーシャルが放映から1週間で300万回再生され話題となる。2019年にはパイロット版『パワーレンジャー』に黄レンジャーとしてキャスティングされる。同年6月18日放映のオーディション番組『アメリカズ・ゴット・タレント』に出演。2020年11月開催の”GQ JAPAN Men Of The Year Award 2020 （パーソン・オブ・ザ・イヤー）”公式TikTokチャレンジの楽曲を作曲及び歌う。田中みな実やEXIT (お笑いコンビ)ら受賞者がチャレンジに参加した。2020年12月31日付で10年間所属した音楽事務所KAJIMOTOを退所、コンデナスト・パブリケーションズが手がけるソーシャル・タレント・エージェンシーに移籍することを発表した。2022年8月リリース、MIYAVIをフィーチャーしたカン・ダニエルの楽曲”TPIR”で作詞を担当。2025年ヴォーグ (雑誌) JapanやWomen's Wear Daily (WWD) Japanにて単独インタビューを受ける。「日本初、アカデミー賞主演“俳優”賞を受賞することが近い将来の目標」と公言している。

## 出演

### 日本の番組
- 2008年5月9日たけしの誰でもピカソ
- 2011年6月10日題名のない音楽会
- 2016年11月11日 衝撃のアノ人に会ってみた!
- 2021年6月19日 マツコ会議

### 映画、ショートフィルム
- 2016年 - Queen Annes Revenge - クイーン・アン（ショートフィルム）
- 2017年 - Dankalicious - ダンカリシャス（ショートフィルム）
- 2017年 - 太陽の影 - The Moon（ショートフィルム）
- 2018年 - Jezebel - ビアンカ（長編映画・ネットフリックス）
- 2019年 - My Dead Dad - アンバー（長編映画）
- 2021年 - The Beginning & The Middle - マリッサ（ショートフィルム）

### テレビドラマ
- 2021年 - DOLLFACE（Huluオリジナル） - Cherry
- 2017年 - ギフテッド 新世代X-MEN誕生 - 生徒代表（1 エピソード: "eXtreme measures"）

### パイロット版
- 2018年 - I AM（パワーレンジャー） - T.K.
- 2018年 - Festival Season - ジョーダン城戸

### ウェブシリーズ
- 2017年 - Escape the Night - ハルコ（YouTubeRED オリジナル）
- 2017年 - Anime Crimes Division - キミコ（ウェブシリーズ）
- 2018年 - Breakarate'‐ジェシカ (Verizon GO90 オリジナル)
- 2018年 - World Wide Man Tour - イン (ウェブシリーズ)
- 2018年 - Retrograde‐ジギー (ウェブシリーズ)

### 吹き替え
- 2019年 - Neon Tyde - オーロラ役
- 2017年 - Erased - 藤沼悟 英語版吹き替え（ネットフリックスオリジナルシリーズ）

### CM、広告
- 2021年 - イエーガーマイスター 全米、ヨーロッパ圏テレビCM
- 2021年 - タイガービール ワールドワイド テレビCM
- 2021年 - フェイスブック Pride Month 全米テレビCM
- 2021年 - マウンテンデュー 全米テレビCM
- 2020年 - ベライゾン・コミュニケーションズ ウェブCM
- 2020年 - ビーツ・エレクトロニクス ウェブCM
- 2020年 - グラッド社ゴミ袋　ウェブCM
- 2020年 - フェイスブック スーパーボウルCM
- 2019年 - アディダス全米テレビCM
- 2019年 - ヒューレット・パッカード・エンタープライズ広告
- 2019年 - 日産・キックス全米テレビCM
- 2019年 - ロビンフッド (企業)全米テレビCM
- 2018年 - ULTA beauty全米テレビCM
- 2018年 - ユナイテッド航空全世界テレビCM
- 2018年 - ナイキ全世界テレビCM
- 2017年 - Oculus VRウェブCM及び広告
- 2017年 - REIウェブCM/広告
- 2017年 - マクドナルドウェブCM

### ミュージックビデオ、PV
- 2021年 - Dream Girl/イディナ・メンゼル（映画『シンデレラ』より） - ドラマー/モデル
- 2021年 - In Your Head/ジョナス・ブラザーズ - 画家
- 2021年 - Too Bizarre/スクリレックス ft.スウェイ・リー
- 2021年 - Tehran to Tokyo/SASY

## 音楽演奏歴
2004年
「題名のない音楽会」出演
「こども定期演奏会」東京交響楽団と共演（小学校4年生）
2005年
ファーストリサイタルを行う（小4）
「クイズ$ミリオネア」出演
ソロリサイタルを行う（小5、札幌）
ザグレブフィルハーモニーオーケストラと共演
クロアチアの三都市にてリサイタルを行う
2006年
「題名のない音楽会」出演（小5）
セントラル愛知交響楽団と共演
サントリーホール20周年記念コンサートにて東京交響楽団と共演
セントラル愛知交響楽団と共演してクリスマスコンサートを行う
よみうりテレビ「スタぴか！」出演（小6）
2007年
「軽井沢八月祭」デモテープ＆SACD録音（大賀ホール）
「軽井沢八月祭」にてコンサートを行う
「題名のない音楽会」出演
カンヌオーケストラと共演（フランス・ニース）（中1）
2008年
LFJ出演
「たけしの誰でもピカソ」出演
リサイタルを行う（8月&9月）（中2）
2009年
「オーケストラの日コンサート」に出演（中2）
LFJに出演
「フィギュアスケート名曲コンサート」に出演
「軽井沢八月祭」に出演
大阪シンフォニカー交響楽団と共演
東京フィルハーモニー交響楽団と共演
「題名のない音楽会」に出演
2010 年
「ドイツフルートフェスティバル」に招待される（中3）
カーネギーホールにて演奏
東京交響楽団と共演
LFJに出演
「リバーサイドクラシックス音楽祭」に出演
(ホリプロ)東京交響楽団と共演
「フィギュアスケート名曲コンサート」東京公演＆名古屋公演
第24回サントリーホールガラコンサートに出演（高1）
2019年
アメリカズゴットタレントシーズン14

### コンクール歴
2002年
第12回日本クラシック音楽コンクール全国大会第2位（1位なし、史上最年少、小2）
2003年
第13回日本クラシック音楽コンクール全国大会グランプリ受賞（史上最年少、小3）
2004年
第5回日本ジュニア管打楽器コンクール小・中コース銀賞（史上最年少、小3）
2005年
第1回ジュニア国際フルートコンクール グランプリ＆オーディエンス賞（クロアチア）
第12回日本フルートコンヴェンションコンクール　セミファイナル（史上最年少、小5）
2006年
第11回びわ湖国際フルートコンクール・アドヴァンス部門：第2位、オーデイエンス賞（史上最年少）・一般部門：入選、武者小路千家賞（史上最年少）
第20回京都芸術祭　京都市長賞（史上最年少）
第23回日本管打楽器コンクール第3位（史上最年少、小6）
2007年
第13回日本フルートコンヴェンション第2位（史上最年少）
第1回マクサンス・ラリュー国際フルートコンクールジュニア部門優勝
第17回日本クラシック音楽コンクール全国大会グランプリ受賞（2度目、中1）
2008年
第8回ジャン＝ピエール・ランパル国際フルートコンクールに出場（史上最年少、中2）
2009年
第14回日本フルートコンヴェンションコンクール　第1位＆吉田雅夫賞（史上最年少、中3）
2010年
第1回World Classical Music ジュニア部門金賞（中3）
2011年
第2回マクサンス・ラリュー国際フルートコンクール優勝
2014年
第19回パサデナショーケースコンクール第1位

### オーケストラ歴
2004年
東京シティ・フィルハーモニック管弦楽団：題名のない音楽会
東京交響楽団：こども定期演奏会（小4）
2005年
ザグレブフィルハーモニーオーケストラ：東京にて（小5）
2006年
東京シティ・フィルハーモニック管弦楽団：題名のない音楽会（小5）
セントラル愛知交響楽団：愛知芸術劇場
東京交響楽団：サントリーホール20周年記念コンサート
セントラル愛知交響楽団：定期演奏会（小6）
2007年
カンヌオーケストラ：コンクールガラコンサート（フランス・ニース）
東京交響楽団：題名のない音楽会（中1）
2009年
オーケストラ連盟選抜メンバー：オーケストラの日コンサート（中2）
シアターオーケストラ東京：フィギュアスケート名曲コンサート
大阪シンフォニカー交響楽団：定期演奏会
東京フィルハーモニー交響楽団
東京交響楽団：題名のない音楽会（中3）
2010年
東京交響楽団：ミューザ川崎定期
東京交響楽団：新潟公演
シアターオーケストラ東京：フィギュアスケート名曲コンサート（東京公演＆名古屋公演）
東京交響楽団：第24回サントリーホールガラコンサート（高1）

## エピソード
「わたしは男でも女でもないと同時に男でも女でもある。」
ジェンダーアイデンティティはノンバイナリー (Xジェンダー)。ノンバイナリーであることを認識してからは役者としての振り幅が広がったという。アカデミー賞の男優/女優賞の枠を超え、受賞をすることを目標とする。